# Marie Maxime Cornu
Marie Maxime Cornu (1843 — 1903) foi um botânico francês.
É o irmão do famoso físico Alfred Cornu. Foi responsável pelo curso de botânica no  Muséum national d'histoire naturelle. Foi nomeado secretário da comissão acadêmica para o combate da praga filoxera. Como resultado, editou um livro que é a obra mais completa sobre esta calamidade.

## Publicações
- Études sur la nouvelle maladie de la vigne. Paris, Mémoires de l'Académie des sciences  tome XXII, n° 6 (1875)
- +Études sur le phylloxera vastatrix. Paris, Imprimerie nationale, 1878